# NHK花泉日形テレビ中継局
NHK花泉日形テレビ中継局（エヌエイチケイはないずみひかたテレビちゅうけいきょく）は、岩手県一関市花泉町日形に設置されていたNHK盛岡放送局の地上アナログテレビ中継局。

## 中継局概要
| 放送局名          | チャンネル | 空中線電力        | ERP                 | 放送対象地域 | 放送区域内世帯数 |
| NHK盛岡総合テレビ | 60ch       | 映像3W /音声750mW | 映像18.5W /音声4.6W | 岩手県       | 不明             |
| NHK盛岡教育テレビ | 62ch       | 映像3W /音声750mW | 映像18.5W /音声4.6W | 全国         | 不明             |

- 当初、2011年7月24日で廃局となる予定だったが、同年3月31日に発生した東日本大震災の影響から、廃局が2012年3月31日まで延期された。

## 所在地
- 一関市花泉町日形字小野（小野山）

## 放送エリアなど
- 一関市花泉町日形地区（北上川沿い）と同藤沢町黄海地区をカバーしている。なお在盛民放局は当地に中継局を置いてないため、一関や千厩等の中継局などを受信する。